# Le Gang des Pinardiers
Le Gang des pinardiers est le premier album de la série de bande dessinée Une aventure de Jacques Gipar de Thierry Dubois (scénario) et Jean-Luc Delvaux (dessin). Il fut publié en avril 2010 aux Éditions Paquet, dans la collection Calandre.

## Résumé
En 1953, la vallée du Rhône, au sud de Lyon, est le théâtre de nombreux vols de camions-citernes transportant du vin. De retour sur Paris après un reportage dans le sud de la France, le journaliste Jacques Gipar s'arrête sur les lieux d'un accident : un routier s'est enfui alors que des malfaiteurs s'apprêtaient à lui arracher son camion et a achevé sa course sur le bas-côté. Intrigué par le témoignage du chauffeur, il convainc son patron, directeur du journal France Enquêtes, de le laisser investiguer sur les attaques répétées dont sont victimes les transporteurs de vin sur la Nationale 7. Aidé de son collaborateur Petit-Breton, il va découvrir un important trafic de vin volé, orchestré depuis Paris, et contribue au démantèlement du réseau qui le dirige.

## Personnages principaux
- Jacques Gipar : journaliste à la revue France Enquêtes
- Petit-Breton : collaborateur de Gipar
- Frank, chauffeur routier
- Pierre Garry, rédacteur en chef de France Enquêtes
- 'Clé de Contact', un des bandits
- Louise, secrétaire des établissements Maitenaz
- Becker, directeur de l'entreprise Les Celliers parisiens
- Bornichard, commissaire à la Sûreté générale

## Véhicules remarqués

### Camions
- Bernard MB150, camion-citerne
- Willème L10, camion-citerne de Frank (un autre est également utilisé par les malfrats)
- Renault Goélette 1 400 kg, camion bâché (une version plateau est aussi présente dans l'album)
- Somua JL15, camion-citerne accidenté (une version fourgon de livraison est aussi présente dans l'album)
- Berliet GLR, camion-citerne
- Latil 9t, camion-citerne
- Berliet GDR7W, camion-citerne
- Ford V8 F-598T, camion bâché
- Citroën T45, camion limonadier
- Renault Fainéant, camion bâché utilisé par les bandits

### Voitures

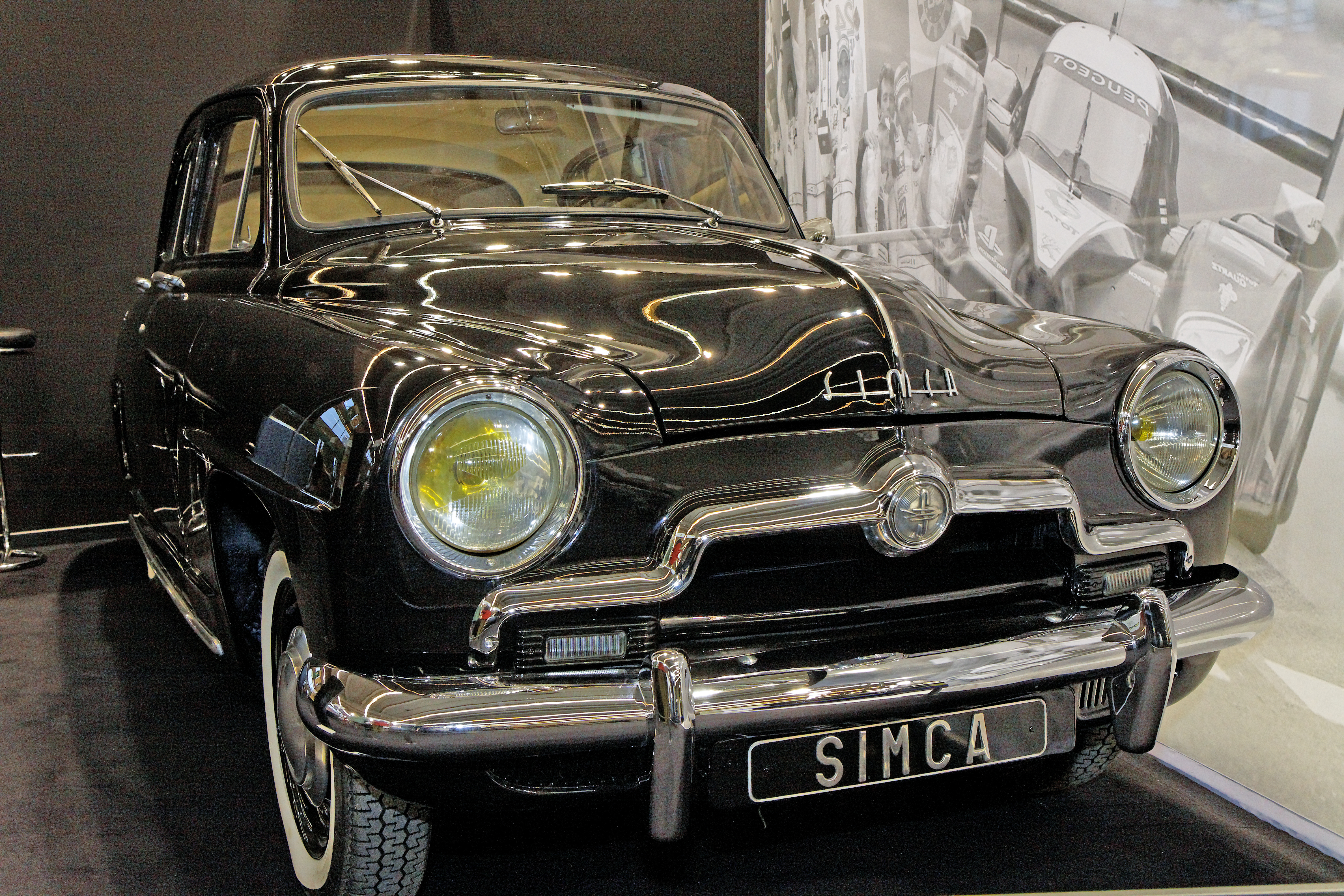
Une Simca 9 Aronde de 1952, un modèle semblable à celui de Gipar

- Buick Eight Super 1951, voiture des malfrats
- Simca 9 Aronde (première série), voiture de Gipar
- Renault Juvaquatre, break de gendarmerie
- Renault Vivaquatre KZ11, taxi G7
- Citroën 11 légère, voiture des policiers
- Citroën 2 CV, voiture empruntée par Gipar
- Chrysler Windsor 1948, voiture des malfrats
- Ford Comète, voiture de Garry
- Peugeot 203, voiture de Becker

## Lieux visités
- Route nationale 7, entre Lyon et Orange et entre Paris et Moulins
- Montélimar
- Valence
- Paris, et plus particulièrement le secteur de Bercy
- Route nationale 6, entre Paris et Auxerre
- Nevers
- Moulins
- Route nationale 9, entre Moulins et Lempdes-sur-Allagnon
- Route nationale 102, entre Lempdes et Viviers